# غاكويا هوري
غاكويا هوري (باليابانية: 堀井 岳也) (مواليد 3 يوليو 1975)، هو لاعب كرة قدم ياباني سابق كان يلعب كمهاجم.

## وصلات خارجية
- غاكويا هوري على موقع رابطة كرة القدم اليابانية للمحترفين (اليابانية)
- غاكويا هوري على موقع قاعدة بيانات كرة القدم.إي يو (الإنجليزية)
- غاكويا هوري على موقع عالم كرة القدم.نت (الإنجليزية)